# Differenzierung (Planetologie)

Innerer Aufbau der Erde

In der Geologie und allgemeiner der Planetologie ist Differenzierung oder auch Differentiation die Entstehung verschiedener Materialien aus einem ursprünglich homogenen Material durch Entmischung. Voraussetzungen sind die Bildung verschiedener Phasen, siehe Phasendiagramm, von denen zumindest eine ein Fluid sein muss, und ein Bewegungsantrieb, meist aufgrund von Dichteunterschieden im Schwerefeld. Die bewegliche Phase kann wässrig sein, siehe z. B. hydrothermale Lösung, geschmolzenes Gestein (Magma) oder flüssiges Metall.
Die magmatische Differentiation führte z. B. zur Entstehung der leichten kontinentalen Kruste, die im Gegensatz zur ozeanischen Kruste dauerhaft auf dem Erdmantel schwimmt.
Im Verlauf der Entstehung von Planeten gibt es mehrere Prozesse, die zum Aufschmelzen führen, wodurch sich die schwere, metallische Phase im Zentrum sammelt. Im Fall des Sonnensystems sind die verschiedenen Bedingungen während der Differenzierung und die vergangene Zeit den Methoden der radiometrischen Datierung zugänglich.